# Linia kolejowa Rudna Gwizdanów – Polkowice
Linia kolejowa Rudna Gwizdanów – Polkowice – linia kolejowa łącząca stacje Rudna Gwizdanów i Polkowice. W ruchu pasażerskim wykorzystywana w latach 1900–1969, w 1974 r. rozebrana. W 2019 r. województwo dolnośląskie zaplanowało wybudowanie nowej pasażerskiej linii kolejowej Lubin Górniczy – Polkowice – Głogów.